# Alfa Arietis b
Alfa Arietis b – planeta pozasłoneczna typu gazowy olbrzym orbitująca wokół najjaśniejszej gwiazdy w gwiazdozbiorze Barana – Alfa Arietis. Została odkryta przez zespół koreańskich astronomów w 2011 roku. Alfa Arietis b ma masę równą co najmniej 1,8 masy Jowisza. Wykonanie pełnego obiegu wokół gwiazdy macierzystej zajmuje jej 380,8 dni w średniej odległości 1,2 au.
Do detekcji tej planety użyto metody polegającej na mierzeniu zmienności prędkości radialnych. Była to 28. planeta pozasłoneczna odkryta w 2011 roku.